# Centro de Investigaciones Biomédicas de Castilla-La Mancha
El Centro Regional de Investigaciones Biomédicas de Castilla-La Mancha (CRIB) es un centro de investigación en biomedicina perteneciente a la Universidad de Castilla-La Mancha con sede en la ciudad española de Albacete. Situado en el Campus Biosanitario, forma parte del Parque Científico y Tecnológico de Castilla-La Mancha.
Creado en el 2000, sus principales objetivos son establecer programas de investigación biomédica básica y traslacional, implementar infraestructuras y tecnología, colaborar en la formación de personal investigador y técnico y fomentar la colaboración científica con otras instituciones.
El centro desarrolla una importante actividad investigadora y docente, alcanzando un gran reconocimiento dentro del panorama nacional e internacional.

## Instalaciones
El CRIB tiene su sede en Albacete. En 2007 se inauguró su edificio en el Campus Biosanitario, junto a la Facultad de Medicina. Para llevar a cabo sus investigaciones, el centro dispone de equipos diversos como microscopía confocal, microdisección por láser, secuenciación de ADN, citometría de flujo, PCR cuantitativa, unidad de instrumentación analítica y unidad de isótopos.

## Estructura

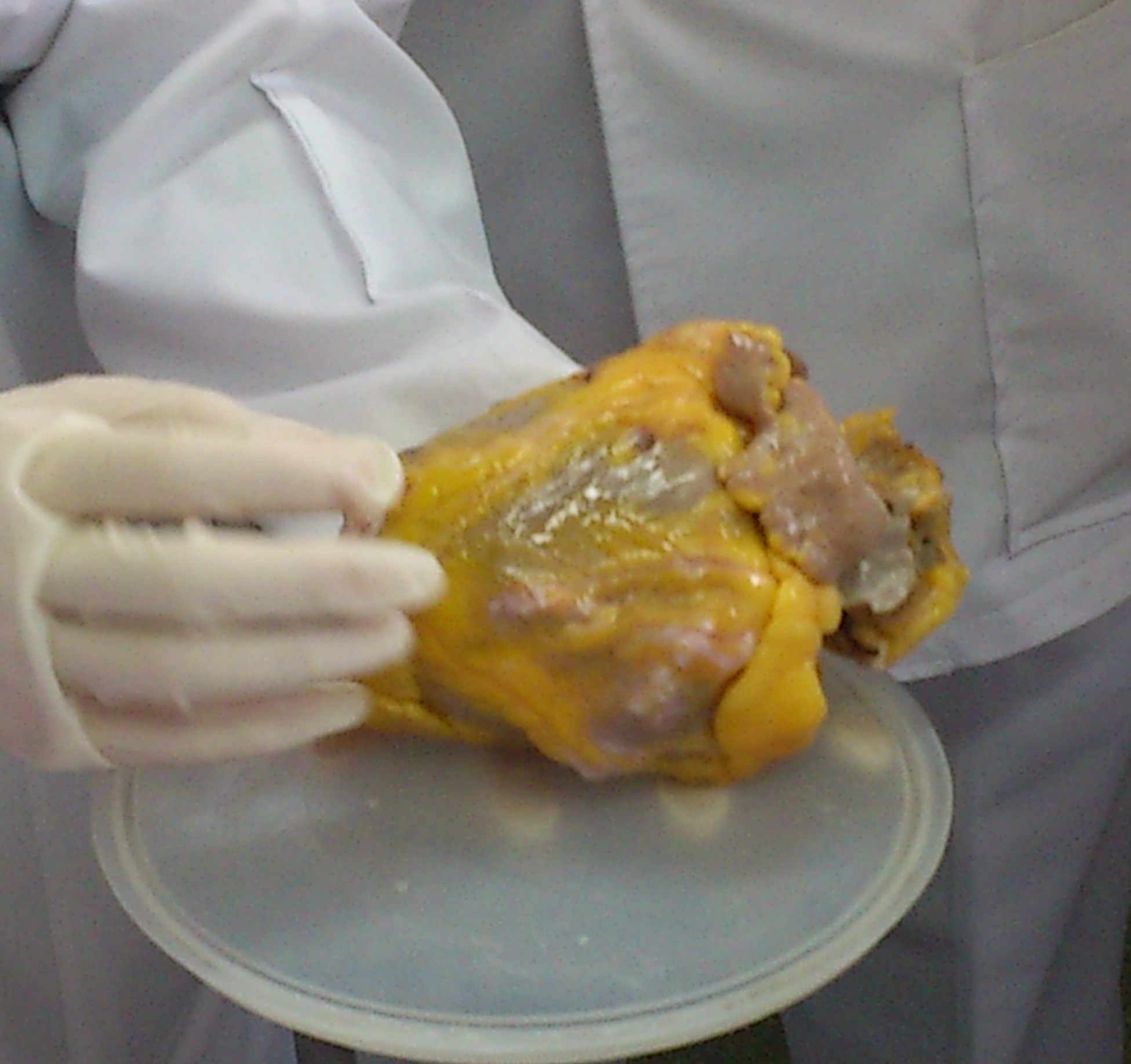
El CRIB estudia numerosas enfermedades cardiovasculares.

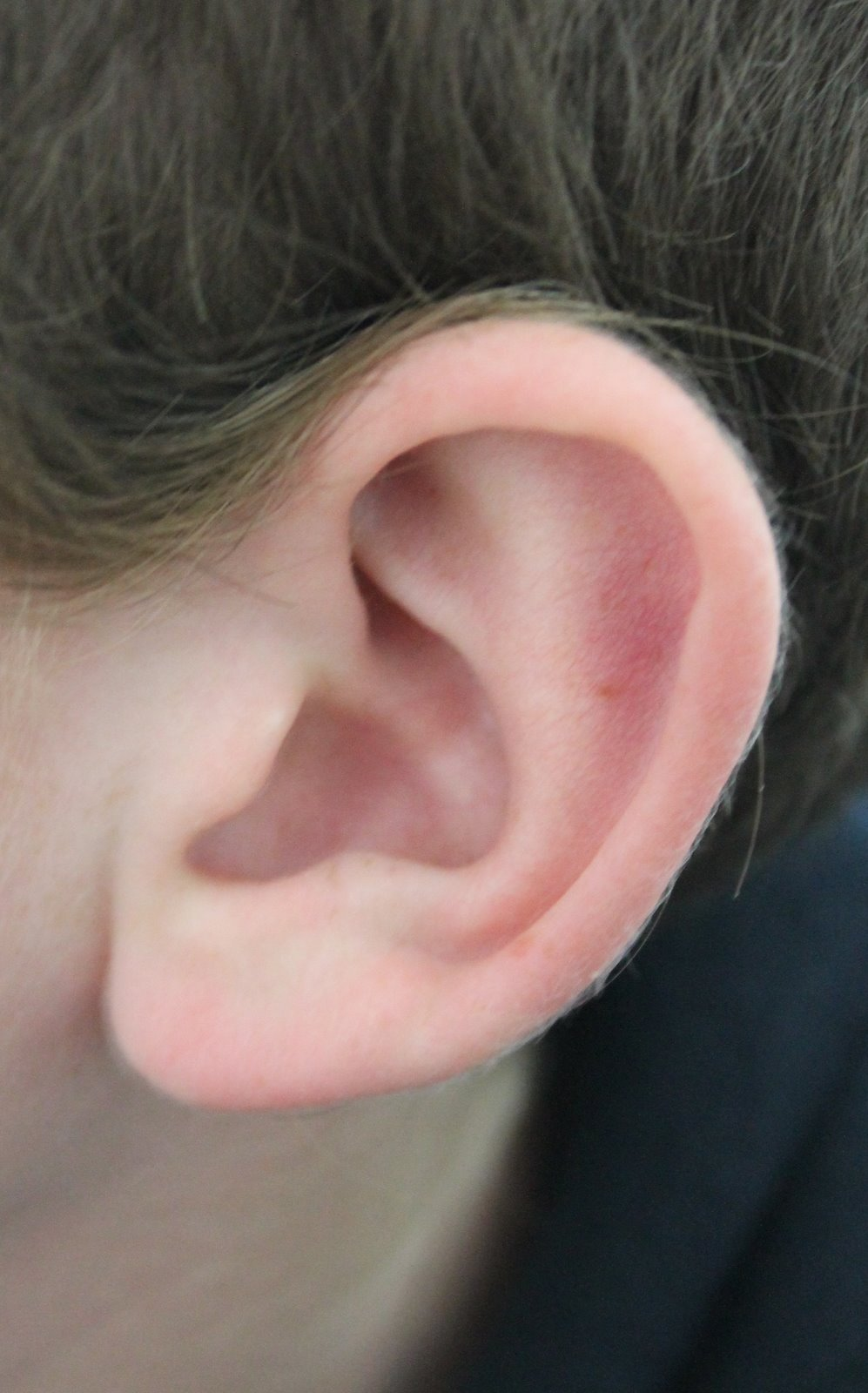
El sistema auditivo es objeto de investigación en el CRIB.

El centro se organiza en unidades de investigación, compuestas por varios grupos de investigación, con varias líneas de investigación abiertas en cada grupo. Existen 13 grupos de investigación que abordan las siguientes áreas de la biomedicina tanto básica como traslacional (en la que los hallazgos de la ciencia se pueden aplicar rápidamente a mejorar la salud del enfermo):
- Biología del Crecimiento, la diferenciación y la Activación Celular
- Células Madre Tumorales
- Diabetes y Obesidad con el Envejecimiento
- Estrés Oxidativo y Neurodegeneración
- Fisiología y Dinámica Celular
- Micología Médica
- Neuroanatomía Humana
- Neurofisiología y Comportamiento
- Neuroplasticidad y Neurodegeneración
- Neuroquímica
- Oncología Molecular
- Salud, Medicina y Sociedad
- Virología Molecular

## Docencia

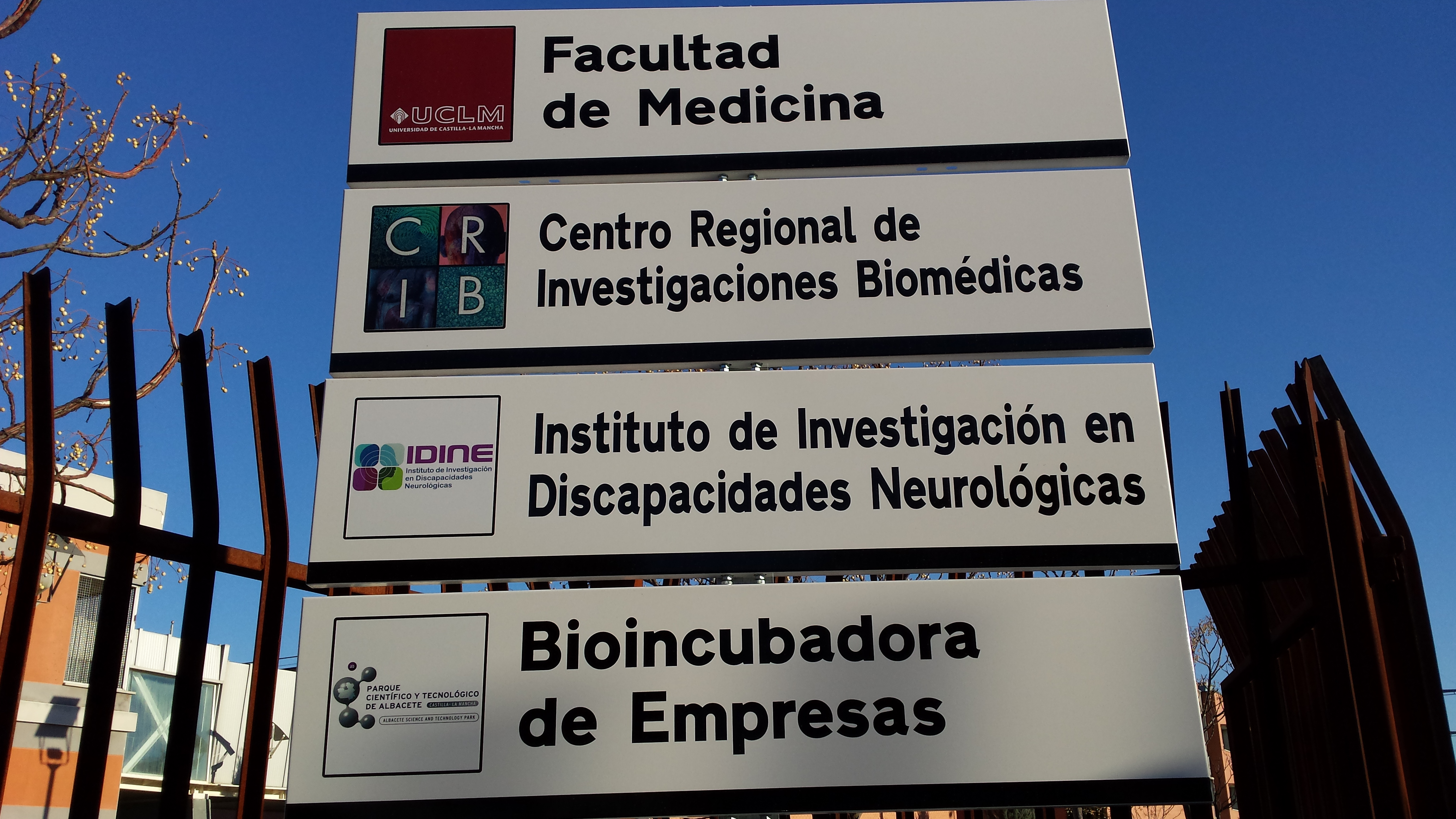
El CRIB está situado en el Campus Biosanitario de Albacete.

El CRIB colabora con el Departamento de Ciencias Médicas de la Universidad de Castilla-La Mancha en la organización e impartición de docencia oficial de posgrado en biomedicina:
- Máster Universitario en Biomedicina Experimental
- Programa Oficial de Doctorado en Ciencias de la Salud

La actividad formativa del centro se completa con seminarios impartidos por investigadores nacionales e internacionales.

## Personal
Pertenecen al centro cerca de cien personas, entre profesores, investigadores, becarios y personal de administración y servicios.

## Bioincubadora de Empresas

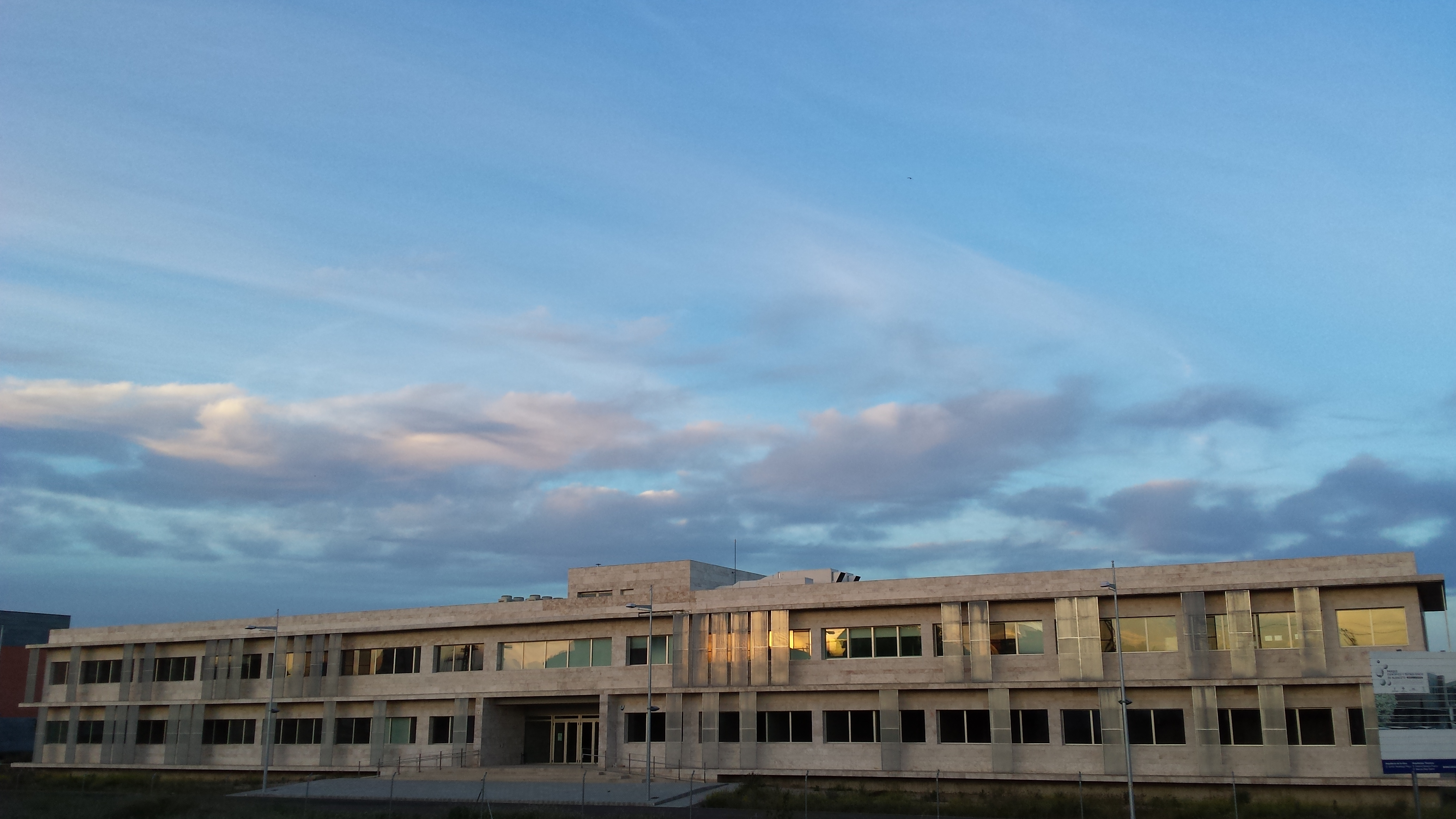
Bioincubadora de Empresas

Junto al edificio del CRIB, se encuentra el edificio de la Bioincubadora de Empresas, perteneciente al Parque Científico y Tecnológico de Castilla-La Mancha, el cual, con más de 3800 m², alberga empresas del ámbito biomédico, con lo que se potencia la investigación industrial, que permite aplicar las investigaciones del CRIB a las necesidades de las empresas del sector y viceversa.